# Essai nucléaire nord-coréen du 6 janvier 2016
Le 6 janvier 2016, la Corée du Nord aurait effectué un essai nucléaire souterrain à trente kilomètres au nord-ouest du comté de Kilju dans ce qui est désormais appelé le site d'essais nucléaires de Punggye-ri. La télévision centrale coréenne par la voix de Ri Chun-hee et l'agence de presse nord-coréenne annonce peu après que leur pays a fait exploser avec succès une bombe à hydrogène. Cet essai entraîne de vives protestations dans le monde.

## Contexte
Il s’agit du quatrième essai nucléaire effectué par la Corée du Nord.
Cet État incapable budgétairement de moderniser des forces conventionnelles aussi volumineuses qu'obsolètes opère une concentration de ses moyens dans le secteur de l'armement nucléaire et développe, avec difficulté, une force de missiles balistiques.
Le 28 novembre 2015, il effectue son premier lancement d’un missile balistique KN-11/Bukkeukseong-1 depuis un sous-marin de la classe Sinpo. Celui-ci échoue.
Début décembre 2015, le président Kim Jong-un déclare pouvoir faire exploser une bombe H.
Début 2016, l’arsenal nord-coréen est estimé à entre 10  et   16 bombes atomiques, mais il pourrait compter de 20 à 30 unités d'ici 2020.
En dehors de ses missiles, dont on ne sait pas clairement s’ils peuvent embarquer des armes nucléaires, la Force aérienne populaire de Corée pourrait déployer son arsenal atomique avec la soixantaine de Iliouchine Il-28 datant des années 1950 et la quinzaine de Soukhoï Su-7 dont elle dispose. Cependant, certains médias sud-coréens estiment qu’une partie des Chengdu J-7 et des MiG 23 seraient aptes à ce type de missions.

## Essai
Un séisme de magnitude d'ondes de volume Mb estimé originellement entre 4,9  à   5,1 puis précisé à 4,82 a été enregistré dans la zone d'essais, environ la même puissance que le précédent test ayant généré, selon les estimations, entre 6  et   9 kt.
Plusieurs experts, dont l’Australien Crispin Rovere et Bruce Bennett, analyste à la RAND Corporation, mettent en doute la réalité de cet essai de bombe à hydrogène,. Certains, dont le chercheur Seong Chai-Ki de l'Institut coréen pour les analyses de défense, parlent d’un possible essai d’une bombe à fission dopée.

## Réactions internationales
- Belgique : le ministre des Affaires étrangères, Didier Reynders, appelle Pyongyang à « arrêter immédiatement son programme illégal d’armes nucléaires »[11].
- Chine : la Chine, principale alliée de la Corée du Nord, déclare s’opposer fermement à ce nouvel essai nucléaire[12].
- États-Unis : Les États-Unis mettent en doute la réalité de la réussite de cet essai de bombe à hydrogène[13].
- France : la France condamne cet essai comme une « violation inacceptable des résolutions du Conseil de sécurité de l’ONU »[14].
- ONU : le Conseil de sécurité est réuni en urgence le 6 janvier 2016 pour discuter de la légitimité et des conséquences de cet essai[15]. Le Conseil a « condamné fermement » l’essai nucléaire[16]. Ban Ki-moon considère l’essai comme « profondément déstabilisant pour la sécurité régionale »[n 1],[17].